# Velîki Koșarîșcea, Korostîșiv
Velîki Koșarîșcea (în ucraineană Великі Кошарища) este un sat în comuna Kmîtiv din raionul Korostîșiv, regiunea Jîtomîr, Ucraina.

## Demografie
Componența lingvistică a localității Velîki Koșarîșcea
     Rusă (76,67%)
     Ucraineană (23,33%)
Conform recensământului din 2001, majoritatea populației localității Velîki Koșarîșcea era vorbitoare de rusă (76,67%), existând în minoritate și vorbitori de ucraineană (23,33%).